# Ojo con clase
Ojo con clase con su lema Porque, heterosexual o gay, todos queremos vernos y sentirnos mejor", fue un programa de televisión chileno basado en el formato estadounidense llamado Queer Eye. El programa muestra a cuatro gais, cada uno especializado en algún tema, que ayudan a una persona heterosexual a cambiar su estilo de vida. A los miembros del programa se les conoce como los "Qeers". Los cuatro Queers son: Hércules Heuzebio (en moda), Joaquín Bravo (en decoración), Osvaldo Vilas (en cocina) y Javi Fernández (en cuidado personal).
Sobre estos cuatro especialistas, el productor ejecutivo y director el programa, Carlos Moena, señala que "estuvimos haciendo un casting durante todo el mes de noviembre y diciembre, recorrimos todos los Starbucks y cafés con onda del barrio alto haciendo casting, buscando personas que fuesen autoridades en su materia y que fueran abiertamente homosexuales". Moena señala que en cada capítulo los queers investigarán al protagonista —uno por episodio—, para saber qué cambios harán en él, lo que se complementará con entrevistas a sus familiares y cercanos, quienes "lo pelan de forma amable, para conocerlo". "Por ejemplo, si él se cuida un montón, le cuestionamos sus productos, o si sabe cocinar le enseñamos recetas exóticas. La idea es decirle que hay cosas que son buenas, que no se nos da permiso para aprovecharlas, pero que sí se les pueden sacar partido, como el Spa o el Tai Chi", comenta.